# 다이쿤디주
다이쿤디주(Dāykondī Velāyat, 파슈토어: د دايکندی ولايت, 다리어: ولایت دایکندی)는 아프가니스탄의 중앙부에 있는 주이다. 2004년 3월 28일에 우루즈간주의 북부에서부터 분리, 신설된 새로운 주이다. 면적 8,088.33km2. 주도는 닐리.
다이쿤디 주는 대부분의 주민이 하자라족이다. 8개의 군중 7개가 하자라족 지역이고, 자자브 군만이 파슈툰족이 대부분을 차지한다.

## 하위 행정구역
- 기티 구
- 닐리 구
- 미라무르 구
- 산기타흐트 구
- 샤흐리스탄 구
- 아슈타랄라이 구
- 키즈란 구
- 히디르 구

## 같이 보기
- 아프가니스탄의 주